# Kaplica św. Onufrego w Stroniu Śląskim

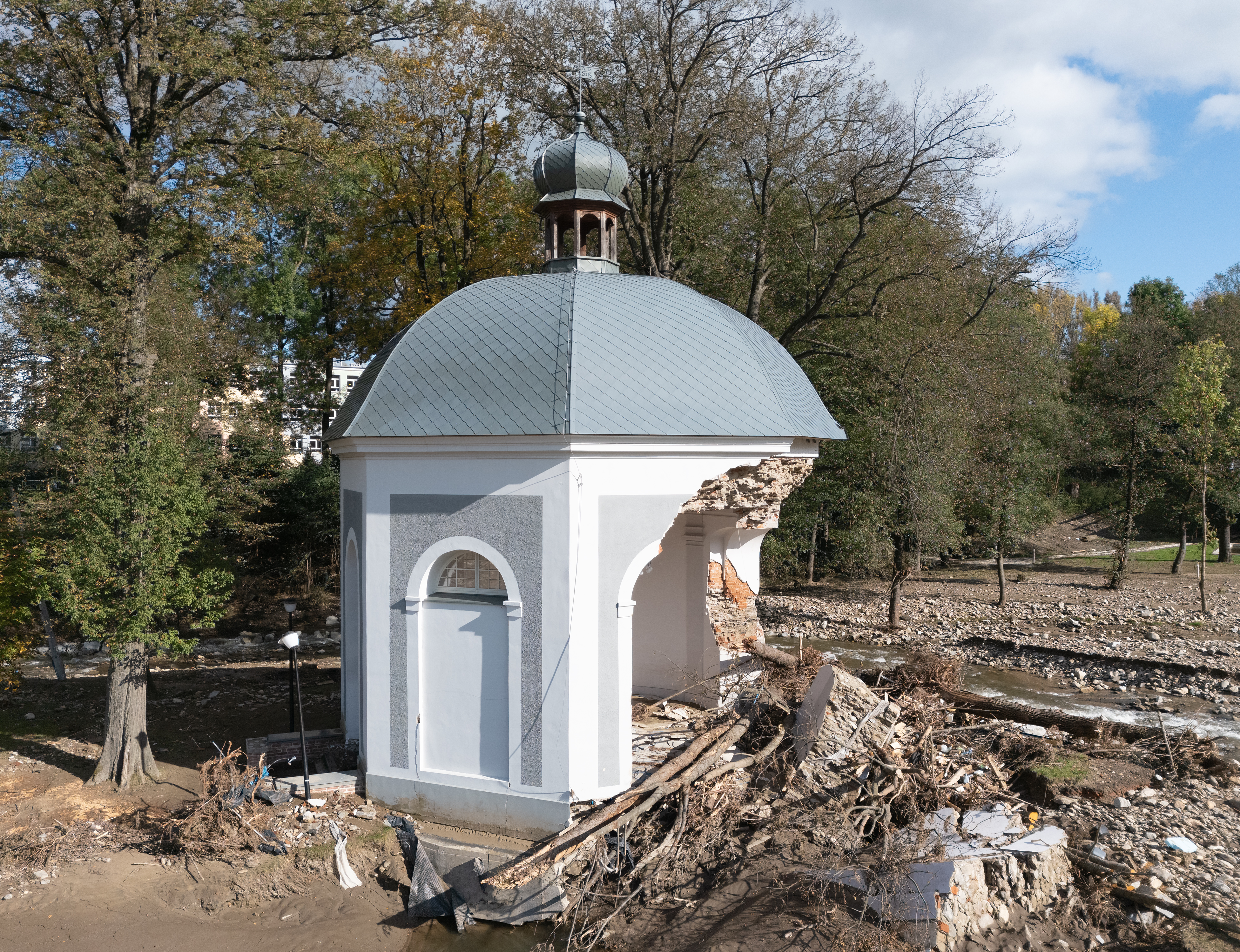
Uszkodzenia kaplicy powstałe w wyniku powodzi w 2024

Kaplica św. Onufrego w Stroniu Śląskim – zabytkowa, barokowa kaplica należąca do dawnego kompleksu dworskiego w Stroniu Śląskim, w powiecie kłodzkim (województwo dolnośląskie). Stanowi wyróżniającą się stylem i wielkością historyczną budowlę sakralną na terenie gminy i wschodniej części ziemi kłodzkiej.
Kaplica jest wpisana jest do wojewódzkiego rejestru zabytków pod numerem  XVIII, nr rej.: 1980 z 22.12.1971

## Położenie
Usytuowana jest w centrum miejscowości, w pobliżu potoku Morawka, ok. 15 m od jej lewego, wysokiego brzegu, u stóp góry Krzyżnik w Masywie Śnieżnika. Prowadzi do niej gruntowa droga od ulicy Kościuszki w pobliżu dawnego pałacu i parku dworskiego (ul. Sportowa). Współcześnie kaplica przylega bezpośrednio do terenu boiska sportowego miejscowego klubu.

## Historia
Kaplica została wzniesiona w latach 1734–1735. Jest przykładem fundacji nowo przybyłej szlachty katolickiej: jej fundatorem był hrabia Johann Olivier von Wallis właściciel okolicznych dóbr, posiadający w ówczesnej wsi Seitenberg niewielki dwór. Opowieści na temat wezwania kaplicy istnieje kilka wersji. Pierwsza mówi o tym, że fundator miał wybrać świętego po przypadkowym otwarciu żywotów świętych. Według innego przekazu hrabina von Wallis podczas podróży po Włoszech miała tam widzieć kaplicę św. Onufrego i zapragnęła podobną wybudować u siebie, przy czym nie wiadomo, czy chodziło tu o formę architektoniczną czy patrona. Istnieje też niepotwierdzona informacja, mówiąca o tym, że kaplicę zbudowano by przeciwstawić się pogańskim zwyczajom i orgiastycznemu kultowi Żywii, który miał mieć miejsce jeszcze w XVIII w. na szczycie pobliskiej góry. Stąd kaplica została poświęcona Onufremu, będącemu m.in. patronem małżeństwa. W lokalnej tradycji zachowała się natomiast informacja, że kaplica była przez jakiś czas ośrodkiem pielgrzymkowym kultu tego świętego. W okresie, gdy przybywały tu pielgrzymki, przy kaplicy pojawiały się drewniane budy handlarzy. W XIX w. nie było już tu pielgrzymek, a kult został zapomniany.
Około 1740 r. msze w kaplicy odbywały się codziennie. W połowie XVIII w. przy kaplicy rezydował nawet pustelnik-altarysta (od 1765 r.). W latach 1789–1830 świątynia ta pełniła funkcję kaplicy dworskiej oraz kościoła filialnego. W 1845 była już tylko kaplicą mszalną. W 2. poł. XIX w. służbę kapłańską pełnili w niej odrębni kapłani, a nabożeństwa odbywały się tu jeszcze w 1. poł. XX w. Przez ten cały czas kaplica wchodziła w skład parafii w Strachocinie (wieś ta była wówczas kilkukrotnie większa od Stronia Śląskiego). Wiadomo, że przed rokiem 1838 kaplicę odnowił proboszcz Strachocina Piotr Lux na koszt dominium. Kolejny remont wykonano w latach 1841–1852.
Do kaplicy prowadziła dawniej aleja z lip drobnolistnych, której pozostałości w formie kilku pomnikowych egzemplarzy, pozostały do dziś. W okresie międzywojennym budynek został obsadzony drzewami mającymi tworzyć niewielki park, z którego częściowo zachowały się kasztanowce.
Po 1945 r. kaplica nie była użytkowana do celów religijnych. Na początku lat 70. XX w. tuż obok kaplicy wybudowano boisko piłkarskie dla klubu sportowego Huty Szkła Kryształowego "Violetta". W 1971 r. bryła budynku była jeszcze dobrze zachowana – zburzony został tylko niski, północny aneks. Pięć lat później stan techniczny znacznie się pogorszył, a niezabezpieczona kaplica służyła kibicom i zawodnikom KS "Kryształ" za toaletę. Już wówczas uszkodzeniu uległy mury obwodowe, zawalił się strop prezbiterium i zniszczona została kamieniarka, co skłoniło miejscowe władze do jego prowizorycznego zabezpieczenia – zamurowano wejście, aby ograniczyć dostęp do wnętrza.
Od 2008 roku władze gminy podejmowały starania o pozyskanie środków na odbudowę zabytku. Po uzyskaniu dofinansowania kaplicę odbudowano i oddano do użytku 4 września 2015 roku. Obecnie kaplica nie pełni funkcji sakralnych, są w niej organizowane koncerty, wystawy i wernisaże. W kaplicy udzielane są również śluby cywilne.
Kaplica została znacznie uszkodzona w wyniku powodzi w 2024 roku.

## Architektura
Styl kaplicy prezentuje cechy wczesnego i dojrzałego baroku. Budowla jest nieorientowana, wzniesiona na planie centralno-podłużnym. Składa się ośmiobocznego korpusu z kolistą nawą wewnątrz, nakrytego ośmiopołaciowym dachem z latarnią i hełmem. Szerokość zewnętrzna każdej ze ścian wynosi 523 cm. Cokół budynku wewnątrz i z zewnątrz oblicowano ciosami z piaskowca.
Do korpusu budowli przylegały dwa prostokątne aneksy. Aneks północny (obecnie całkowicie zburzony) był niższy, jednokondygnacyjny, nakryty dwuspadowym dachem i służył najprawdopodobniej za główne wejście. Wyższy, dwukondygnacyjny aneks, o wymiarach obrysu 520×550 cm, znajduje się po południowej stronie. W jego dolnej części znajdowało się dostępne z zewnątrz pomieszczenie o sklepieniu krzyżowym, prawdopodobnie zakrystia. Górna, główna kondygnacja aneksu osłonięta była stropem związanym z wiązarami dachu. Współcześnie trudno ocenić funkcję tego pomieszczenia. Być może było to prezbiterium, jednak tak wysokie położenie może sugerować, że była to jednak empora przeznaczona dla właścicieli dóbr. Aneks ten nakryty był łamanym dachem z sygnaturką zwieńczoną cebulastym hełmem. W wieżyczce zawieszony był dzwon z dwiema inskrypcjami, które odnosiły się do ludwisarza oraz fundatorów:
Dzwon zdobił herb rodziny Wallisów i wizerunek św. Onufrego. Pokrycie dachów budowli stanowił łupek kładziony na goncie.
Główne wnętrze podzielone jest toskańskimi pilastrami wspierającymi odcinki belkowania i profilowany gzyms koronujący u podstawy kopuły. Elewację budynku rozczłonkowano przez podział ramowy. W poszczególnych partiach tak podzielonych ścian umieszczono półkoliście zamknięte blendy z oknami termalnymi o szerokości 229 cm ujętymi w tynkowe opaski. Termalne okna prezbiterium (empory) zostały ujęte w ościeżnice z piaskowca.
Ołtarz główny z obrazem św. Onufrego znajdował się w kolistej nawie przed archiwoltą, która otwierała się ku wnętrzu w aneksie. Ślady ołtarza były widoczne jeszcze w 1976 r. O wnętrzach wiadomo, że na sklepieniu ponad ołtarzem znajdowało się iluzjonistyczne malowidło ścienne przedstawiające św. Onufrego klęczącego na skale. Ciało świętego skrywały tylko białe włosy i broda, przed nim leżała Biblia, a na niej krucyfiks. Nieco w głębi po prawej stronie namalowane było berło i korona, a postać świętego flankowały dwie wiązki kolumn z bogato zdobionymi kapitelami. Przybywający z nieba anioł podawał świętemu hostię. Pozostałą część sklepienia wypełniały postacie aniołków i anielskie główki. Całość utrzymana była w żywych kolorach. Styl tego malowidła był typowym przejawem sztuki dojrzałego baroku. Ponadto nad wejściem do kaplicy znajdował się rodziny herb Wallisów.
Zastosowane rozwiązania architektoniczne, takie jak oktagonalny i okrągły rzut budowli, prosty układ przestrzenny oraz elementy wystroju wnętrza i elewacji wiążą się z wczesnym barokiem w ujęciu północnowłoskich budowniczych działających na terenie hrabstwa kłodzkiego w końcu XVII i na początku XVIII wieku. Jak na czas swojego powstania, kaplica jest więc stylistycznym zapóźnieniem.

## Legendy
Z kaplicą związane są dwie legendy pochodzące sprzed 1945 r. Pierwsza mówi o jej wezwaniu, druga o wróżbach dotyczących zamążpójścia.

Gdy budowa kaplicy dobiegała końca zaczęto się na jednym z przyjęć u hrabiego zastanawiać komu kapliczka ta będzie poświęcona. Ponieważ nie było jednomyślności jeden z gości zaproponował aby się zdać na przypadek pod czyją opiekę oddać budowlę. Po otwarciu księgi z legendami o świętych, hrabia tknął palcem i trafił akurat na imię Onufrego. W pierwszą też po 12 czerwca (dzień św. Onufrego) niedzielę odprawiono w niej nabożeństwo.

Św. Onufry jest jak wiadomo patronem niezamężnych panien, chętne więc do wyjścia za mąż dziewczęta uciekają się do św. Onufrego z prośbą o oblubieńca. Jeżeli Święty skinie głową lub mrugnie lewym okiem kawaler niewątpliwie się zjawi. Jeżeli mrugnie okiem prawym daremnym jest oczekiwanie konkurenta w tym roku.

## Turystyka
W pobliżu kaplicy przechodzi  szlak turystyczny prowadzący ze Stronia Śląskiego do Jaskini Niedźwiedziej w Kletnie, oraz uczęszczana droga nad zalew w Starej Morawie. 

## Galeria

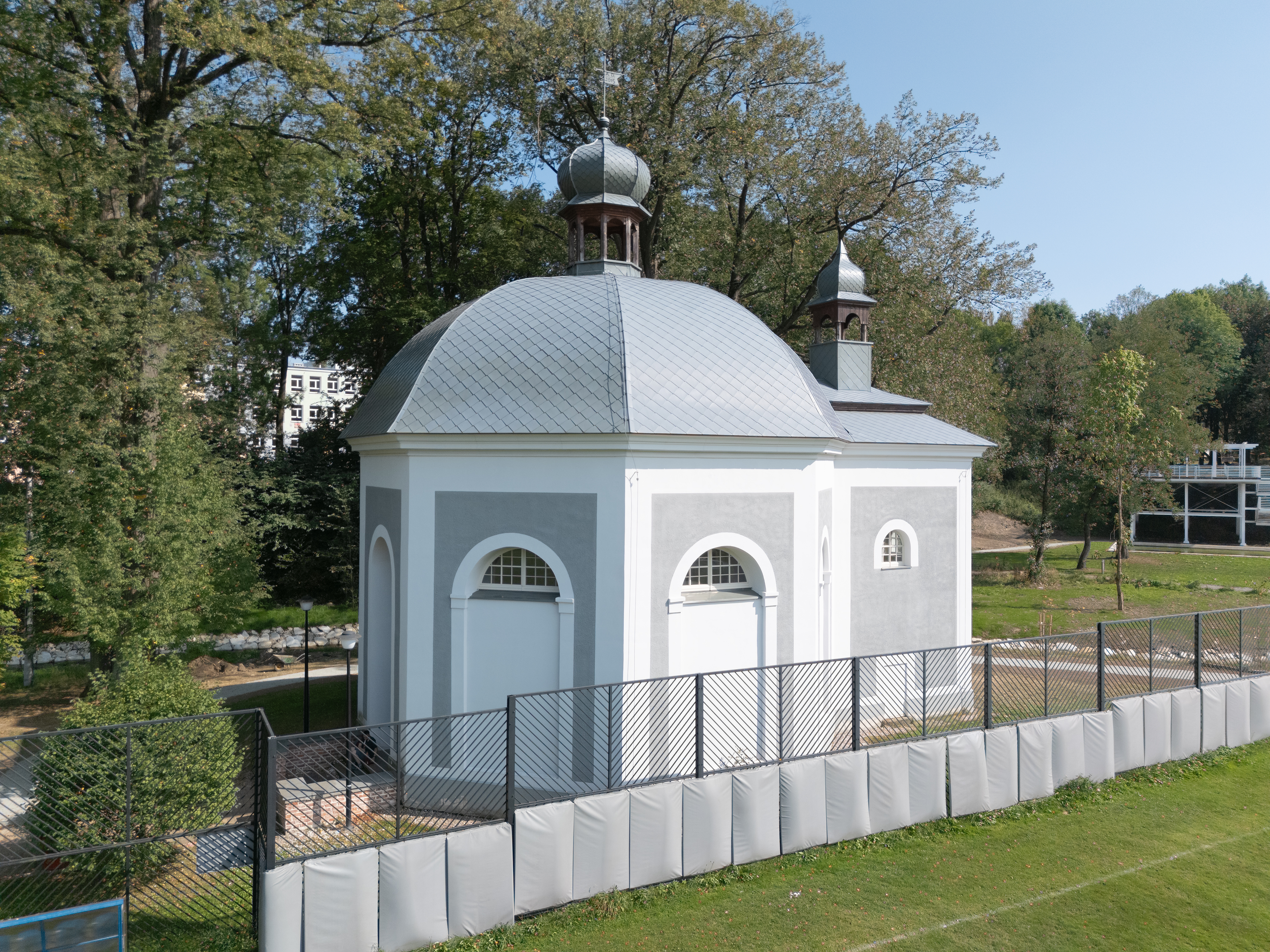
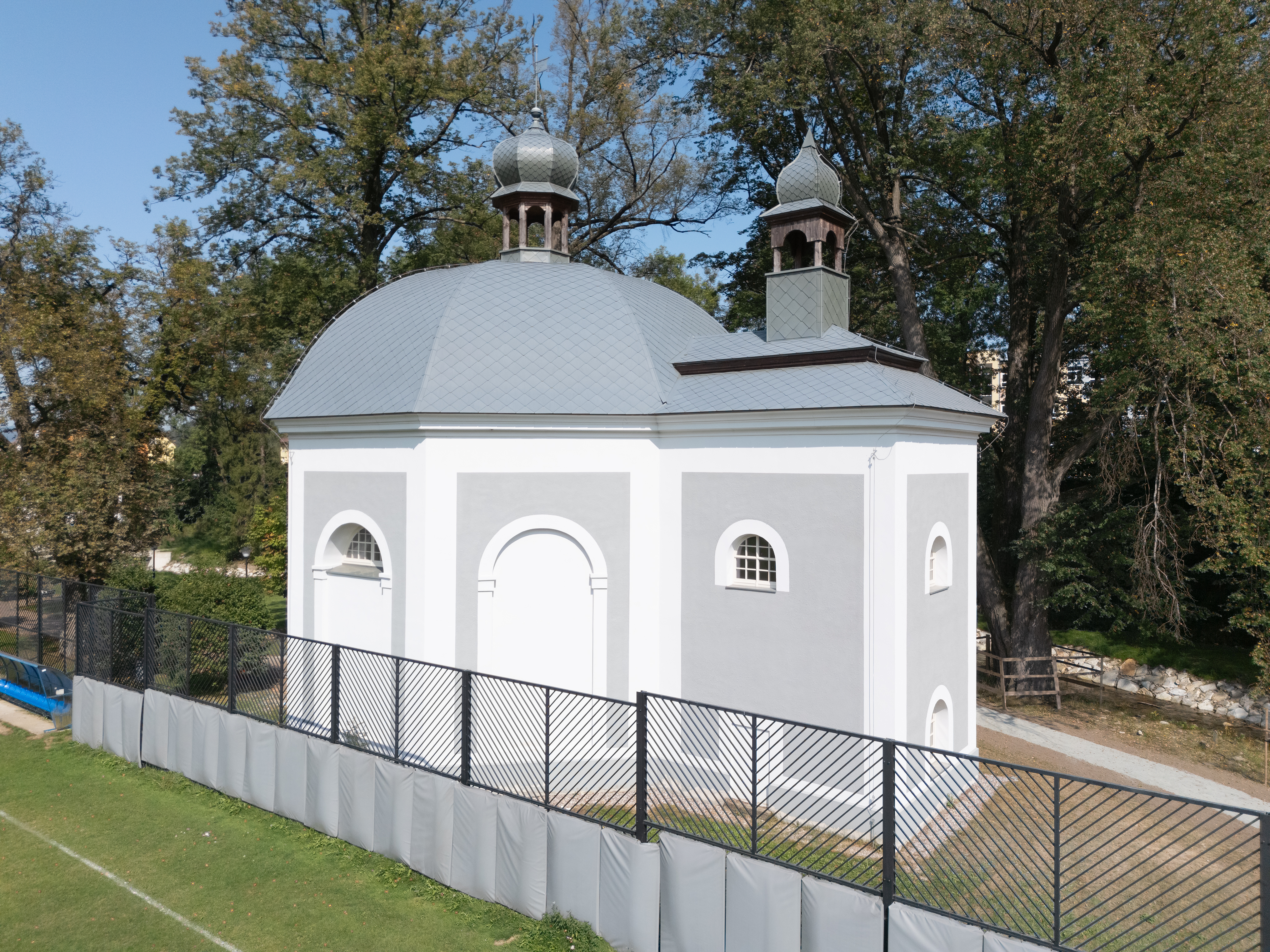
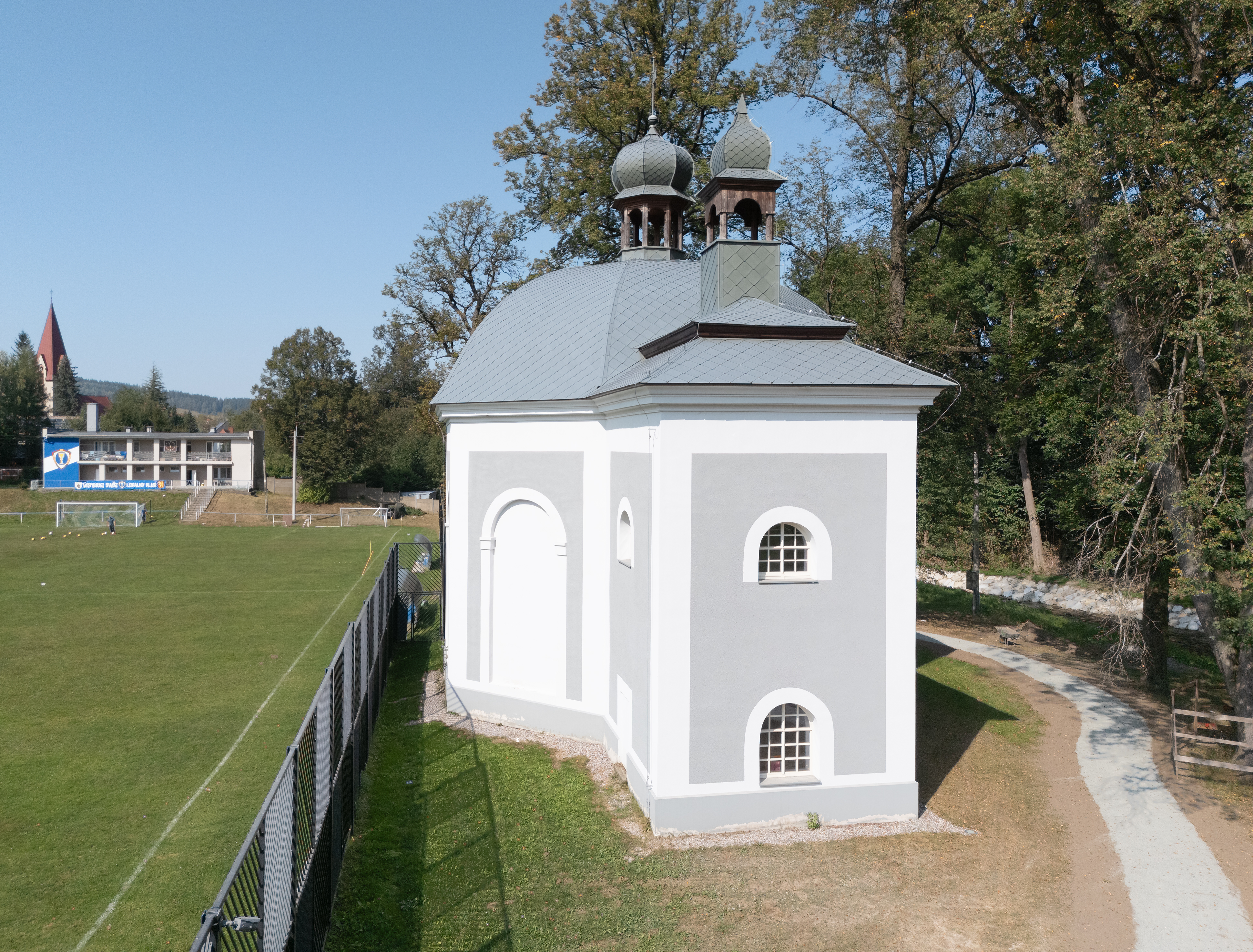
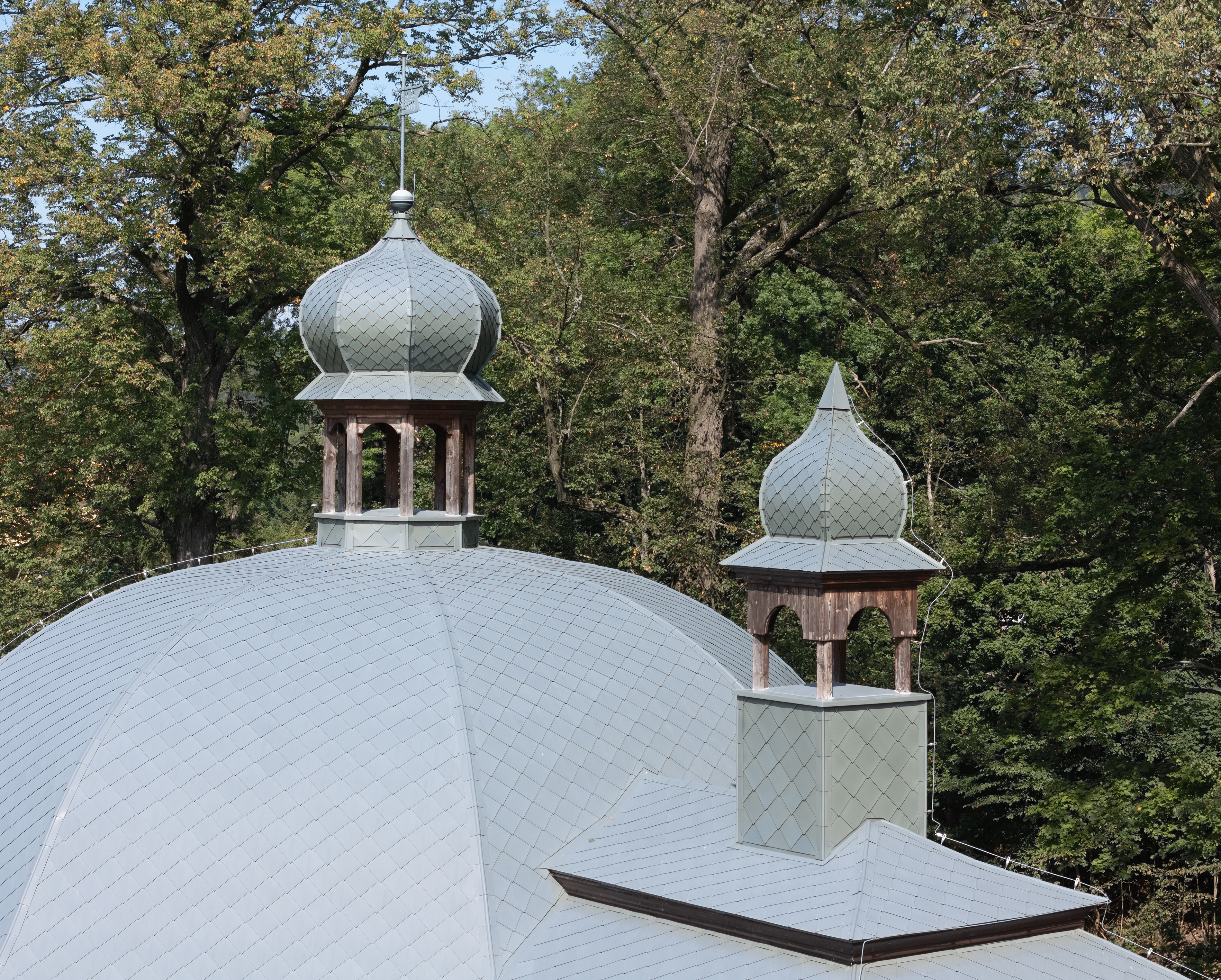
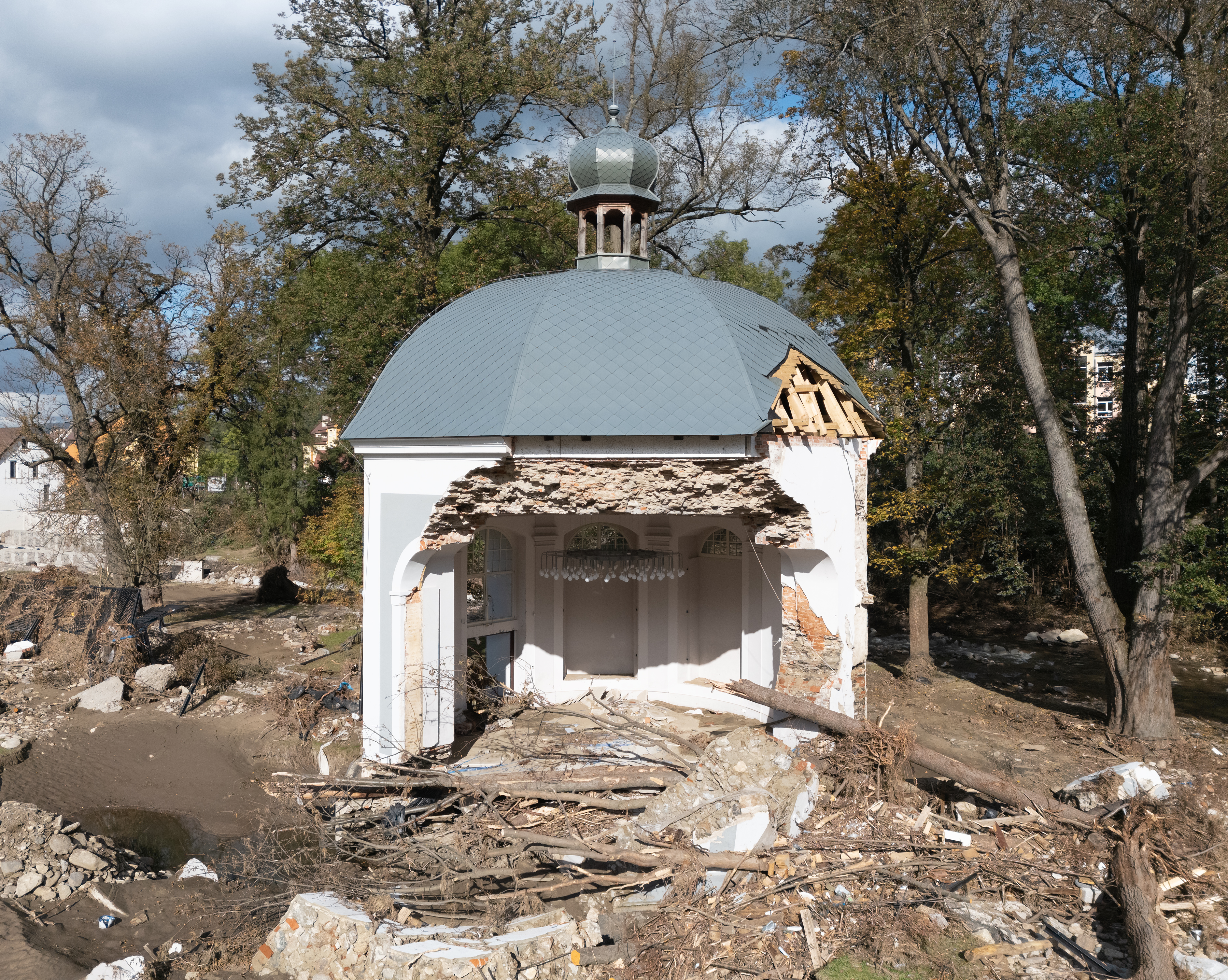
Stan po powodzi w 2024 roku